# Ciecz kwantowa
Ciecz kwantowa – nazwa nadawana kwantowym modelom fizycznym opisującym wielociałowe układy oddziałujących cząstek. Nazwa ciecz kwantowa jest analogią do cieczy klasycznej (jak np. woda), w której oddziaływania międzycząsteczkowe determinują własności tej cieczy w odróżnieniu od modeli gazów kwantowych, w których oddziaływania są pomijane bądź stanowią poprawkę do modeli cząstek swobodnych.
Przykłady cieczy kwantowych:
- Ciecz Fermiego
- Ciecz Luttingera zwana też cieczą Tomonagi-Luttingera
- Złożone fermiony

Ciecze kwantowe charakteryzują się silnymi korelacjami, co w praktyce często oznacza, że nie można w nich stosować technik perturbacyjnych. Modelami takimi zajmuje się fizyka układów silnie skorelowanych.